# 周萍
周萍（1968年2月18日—）是一名中国体操运动员。她在1984年洛杉矶夏季奥林匹克运动会中，参加了女子体操并获得团体铜牌以及个人全能第七名。